# Daniel Goodfellow
Daniel Goodfellow (Cambridge, 19 de octubre de 1996) es un deportista británico que compite en saltos de trampolín y plataforma.
Participó en dos Juegos Olímpicos de Verano, obteniendo una medalla de bronce en Río de Janeiro 2016, en la prueba de plataforma sincronizada (junto con Thomas Daley), y el séptimo lugar en Tokio 2020, en el trampolín sincronizado.
Ganó dos medallas en el Campeonato Mundial de Natación, en los años 2019 y 2024, y una medalla de plata en el Campeonato Europeo de Natación de 2016.

## Palmarés internacional
| Juegos Olímpicos   | Juegos Olímpicos        | Juegos Olímpicos  | Juegos Olímpicos       |
| Año                | Lugar                   | Medalla           | Prueba                 |
| ------------------ | ----------------------- | ----------------- | ---------------------- |
| 2016               | Río de Janeiro (Brasil) | Medalla de bronce | Plataforma 10 m sincro |
| Campeonato Mundial |                         |                   |                        |
| Año                | Lugar                   | Medalla           | Prueba                 |
| 2019               | Gwangju (Corea del Sur) | Medalla de plata  | Trampolín 3 m sincro   |
| 2024               | Doha (Catar)            | Medalla de oro    | Equipo mixto           |
| Campeonato Europeo |                         |                   |                        |
| Año                | Lugar                   | Medalla           | Prueba                 |
| 2016               | Londres (Reino Unido)   | Medalla de plata  | Plataforma 10 m sincro |